# 第十三届全国人民代表大会常务委员会
第十三届全国人民代表大会常务委员会（简称第十三届全国人大常委会）始有组成人员175人，其中委员长会议组成人员（委员长、副委员长、秘书长）16人，委员159人，均由第十三届全国人大第一次会议选出，任期5年，由2018年3月至2023年3月。
2020年12月起，所有14位副委员长因涉港问题受到美国政府制裁，2021年1月再增1位常务委员受制裁。

## 组成人员
委员长
栗战书（中共中央政治局常委、全国人大常委会党组书记）
副委员长（14名）
1. 王晨（中共中央政治局委员、全国人大常委会党组副书记，中国法学会会长）
2. 曹建明（中共中央委员、全国人大常委会党组成员）
3. 张春贤（中共中央委员、全国人大常委会党组成员）
4. 沈跃跃（女，中共中央委员、全国人大常委会党组成员，全国妇联主席）
5. 吉炳轩（中共中央委员、全国人大常委会党组成员）
6. 艾力更·依明巴海（维吾尔族，中共中央委员、全国人大常委会党组成员）
7. 万鄂湘（民革中央主席）
8. 陈竺（农工党中央主席，欧美同学会·中国留学人员联谊会会长，中国红十字会会长，红十字会与红新月会国际联合会副会长）
9. 王东明（中共中央委员、全国人大常委会党组成员，中华全国总工会主席）
10. 白玛赤林（藏族，全国人大常委会党组成员）
11. 丁仲礼（民盟中央主席）
12. 郝明金（民建中央主席，中央社会主义学院院长）
13. 蔡达峰（民进中央主席）
14. 武维华（九三学社中央主席）

秘书长
杨振武（中共中央委员、全国人大常委会党组成员、全国人大常委会机关党组书记）
委员（按姓名笔划为序）
乃依木·亚森（维吾尔族）、于志刚（2021年1月罢免）、万卫星（2020年5月逝世）、卫小春、马志武（回族）、王长河、王光亚、王刚、王树国、王砚蒙（女，傣族）、王胜明、王洪尧、王宪魁、王教成、王超英、王毅、乌日图（蒙古族）、尹中卿、邓力平、邓丽（女）、邓秀新、邓凯、古小玉、左中一、龙庄伟（苗族）、田红旗（女）、史大刚、白春礼（满族）、丛斌、包信和、冯军（2021年8月辞职）、冯忠华（2019年6月辞职）、吉狄马加（彝族）、呂世明、吕建、吕彩霞（女）、吕薇（女）、朱明春、朱静芝（女）、刘玉亭、刘远坤（苗族）、刘季幸、刘修文、刘振伟、刘海星、刘源、齐玉、江小涓（女）、许为钢、许安标、那顺孟和（蒙古族）、孙其信、孙建国、杜小光（白族）、杜玉波、杜黎明、杜德印、李飞、李飞跃（侗族）、李学勇、李晓东、李钺锋、李家洋、李培林、李康（女，壮族）、李锐（回族）、李静海、李巍、杨成熙、杨志今、杨树安、杨震、肖怀远、吴月（女，黎族）、吴玉良、吴立新、吴恒、邱勇、何毅亭、冷溶、汪鸿雁（女）、沈春耀、宋琨、张少琴、张平、张业遂、张志军、张苏军、张伯军、张荣顺（2018年6月辞职）、张勇、张毅、陆东福、陈凤翔、陈文华、陈军（女，高山族）、陈述涛（满族）、陈国民、陈斯喜、陈锡文、陈福利、姒健敏、林建华、欧阳昌琼、卓新平（土家族）、罗保铭、罗毅（布依族）、周洪宇、周敏（女）、庞丽娟（女）、郑功成、郑军里（瑶族）、郑淑娜（女）、赵龙虎（朝鲜族，2019年6月辞职）、赵宪庚、哈尼巴提·沙布开（哈萨克族）、信春鹰（女）、洛桑江村（藏族）、姚建年、贺一诚（2019年4月辞职）、秦顺全、袁驷、贾廷安、夏伟东、徐延豪、徐如俊、徐绍史、徐显明、徐辉、殷一璀（女）、殷方龙、翁孟勇、高友东、高虎城、郭振华、郭雷、黄志贤、曹庆华（哈尼族）、曹鸿鸣、龚建明、矫勇、彭勃、董中原、韩立平、韩晓武、韩梅（女，苗族）、景汉朝、程立峰（2022年10月辞职）、傅莹（女，蒙古族）、鲁培军、谢广祥、谢经荣、窦树华、嘉木样·洛桑久美·图丹却吉尼玛（藏族）、蔡昉、鲜铁可、廖晓军、谭耀宗、熊群力

## 历次全体会议、常委会会议列表
| 次数 | 起末时间                      | 议程 | 来源                 |
| --- | ----------------------------- | --- | -------------------- |
| | 2018年3月5日 2018年3月20日    | 第十三届全国人民代表大会第一次会议 | [ 13 ]               |
| 通过政府工作报告 通过关于2017年国民经济和社会发展计划执行情况与2018年国民经济和社会发展计划的决议、关于2017年中央和地方预算执行情况与2018年中央和地方预算的决议 通过宪法修正案、监察法 通过全国人大常委会工作报告、最高人民法院工作报告、最高人民检察院工作报告 通过国务院机构改革方案 选举国家机构组成人员，表决全国人大工作人员名单、国家机构组成人员人选 | 2018年3月5日 2018年3月20日    | | [ 13 ]               |
| 第一次 | 2018年3月21日                 | 任命全国人大常委会副秘书长、预算工作委员会主任、香港基本法委员会主任和澳门基本法委员会主任 | [ 14 ]               |
| 第二次 | 2018年4月25日 2018年4月27日   | 通过人民陪审员法、英雄烈士保护法、关于修改国境卫生检疫法等六部法律的决定 通过关于国务院机构改革涉及法律规定的行政机关职责调整问题的决定、关于设立上海金融法院的决定 通过第十三届全国人大常委会代表资格审查委员会主任委员、副主任委员、委员名单 通过有关任免案审议刑事诉讼法修正草案 审议国务院关于2017年度环境状况和环境保护目标完成情况的报告、关于华侨权益保护工作情况的报告 审议最高人民法院关于人民陪审员制度改革试点情况的报告 | [ 15 ] [ 16 ]        |
| 第三次 | 2018年6月19日 2018年6月22日   | 通过全国人大常委会关于全国人大宪法和法律委员会职责问题的决定、关于中国海警局行使海上维权执法职权的决定 通过全国人大常委会关于批准2017年中央决算的决议，批准了2017年中央决算 通过了全国人大常委会代表资格审查委员会关于个别代表的代表资格的报告 通过香港基本法委员会组成人员名单 通过有关任免案审议电子商务法草案 审议人民法院组织法、人民检察院组织法修正草案 审议国务院关于2017年度中央预算执行和其他财政收支的审计工作报告、关于坚持创新驱动发展深入推进国家科技重大专项工作情况的报告、关于研究处理固体废物污染环境防治法执法检查报告及审议意见情况的报告 | [ 17 ] [ 18 ]        |
| 第四次 | 2018年7月9日 2018年7月10日    | 通过全国人大常委会关于全面加强生态环境保护依法推动打好污染防治攻坚战的决议 | [ 19 ]               |
| 第五次 | 2018年8月27日 2018年8月31日   | 通过电子商务法、土壤污染防治法、关于修改个人所得税法的决定 决定批准和巴巴多斯的引渡条约 通过全国人大常委会代表资格审查委员会关于个别代表的代表资格的报告 通过有关任免案审议刑事诉讼法修订草案 | [ 20 ] [ 21 ]        |
| 第六次 | 2018年10月22日 2018年10月26日 | 通过关于修改刑事诉讼法的决定、国际刑事司法协助法、消防救援衔条例、关于修改公司法的决定、关于修改野生动物保护法等15部法律的决定 修订通过人民法院组织法、人民检察院组织法 通过关于延长授权国务院在部分地方开展药品上市许可持有人制度试点期限的决定、关于专利等知识产权案件诉讼程序若干问题的决定 决定批准和格林纳达关于刑事司法协助的条约与引渡条约 通过全国人大常委会代表资格审查委员会关于个别代表的代表资格的报告 通过有关任免案审议农村土地承包法修正案、基本医疗卫生与健康促进法草案 | [ 22 ] [ 23 ]        |
| 第七次 | 2018年12月23日 2018年12月29日 | 通过关于修改农村土地承包法的决定，耕地占用税法、车辆购置税法，关于修改村民委员会组织法、城市居民委员会组织法的决定，关于修改产品质量法等五部法律的决定，关于修改电力法等四部法律的决定，关于修改劳动法等七部法律的决定，关于修改社会保险法的决定 修订通过公务员法 通过关于延长授权国务院在北京市大兴区等三十三个试点县（市、区）行政区域暂时调整实施有关法律规定期限的决定、关于授权国务院提前下达部分新增地方政府债务限额的决定 通过全国人大常委会关于十三届全国人大二次会议召开时间的决定，决定十三届全国人大三次会议于2019年3月5日在北京召开 决定批准上海合作组织反极端主义公约 通过全国人大常委会代表资格审查委员会关于个别代表的代表资格的报告 通过有关任免案审议民法典合同编、民法典侵权责任编草案 | [ 24 ] [ 25 ]        |
| 第八次 | 2019年1月29日 2019年1月30日   | 决定将外商投资法草案提请十三届全国人大二次会议审议，并委托王晨副委员长向十三届全国人大二次会议作说明 通过有关任免案 | [ 26 ]               |
| 第九次 | 2019年2月26日 2019年2月27日   | 原则通过全国人大常委会工作报告稿，委托栗战书委员长代表常委会向十三届全国人大二次会议报告工作 通过全国人大常委会代表资格审查委员会关于个别代表的代表资格的报告 通过有关任免案 通过十三届全国人大二次会议议程草案、主席团和秘书长名单草案，决定提请十三届全国人大二次会议预备会议审议 通过十三届全国人大二次会议列席人员名单等 | [ 27 ]               |
| | 2019年3月5日 2019年3月15日    | 第十三届全国人民代表大会第二次会议 | [ 28 ]               |
| 通过政府工作报告 通过关于2018年国民经济和社会发展计划执行情况与2019年国民经济和社会发展计划的决议、关于2018年中央和地方预算执行情况与2019年中央和地方预算的决议 通过外商投资法 通过全国人大常委会工作报告、最高人民法院工作报告、最高人民检察院工作报告 确认全国人大常委会接受张荣顺辞去第十三届全国人大常委会委员职务的请求的决定 | 2019年3月5日 2019年3月15日    | | [ 28 ]               |
| 第十次 | 2019年4月20日 2019年4月23日   | 修订通过法官法、检察官法 通过关于修改建筑法等8部法律的决定 决定批准和巴巴多斯关于刑事司法协助的条约、和阿塞拜疆关于移管被判刑人的条约 通过全国人大常委会代表资格审查委员会关于个别代表的代表资格的报告 通过有关任免案审议民法典物权编、民法典人格权编、疫苗管理法草案 审议证券法、药品管理法修订草案 审议国务院关于2018年度环境状况和环境保护目标完成情况的报告、关于医师队伍管理情况和执业医师法实施情况的报告、关于乡村产业发展情况的报告 审议最高人民法院关于研究处理对解决执行难工作情况报告审议意见的报告 | [ 29 ] [ 30 ]        |
| 第十一次 | 2019年6月25日 2019年6月29日   | 通过疫苗管理法 通过全国人大常委会关于在中华人民共和国成立七十周年之际对部分服刑罪犯予以特赦的决定 通过全国人大常委会关于批准2018年中央决算的决议，批准了2018年中央决算 通过全国人大常委会代表资格审查委员会关于个别代表的代表资格的报告 通过有关任免案审议民法典婚姻家庭编、民法典继承编草案 审议土地管理法、城市房地产管理法修正案草案 | [ 31 ] [ 32 ]        |
| 第十二次 | 2019年8月22日 2019年8月26日   | 通过关于修改土地管理法、城市房地产管理法的决定，资源税法 修订通过药品管理法 批准和斯里兰卡、越南的引渡条约 通过全国人大常委会代表资格审查委员会关于个别代表的代表资格的报告 通过有关任免案审议基本医疗卫生与健康促进法、民法典人格权编、民法典侵权责任编草案 | [ 33 ] [ 34 ]        |
| 第十三次 | 2019年9月7日                  | 通过关于授予国家勋章和国家荣誉称号的决定 | [ 35 ]               |
| 第十四次 | 2019年10月21日 2019年10月26日 | 通过密码法 任免民政部部长 通过全国人大常委会关于国家监察委员会制定监察法规的决定、关于授权国务院在自由贸易试验区暂时调整适用有关法律规定的决定、关于授权澳门特别行政区对横琴口岸澳方口岸区及相关延伸区实施管辖的决定 通过全国人大常委会代表资格审查委员会关于个别代表的代表资格的报告 通过有关任免案审议民法典婚姻家庭编、社区矫正法草案 审议森林法修订草案 | [ 36 ] [ 37 ]        |
| 第十五次 | 2019年12月23日 2019年12月28日 | 通过基本医疗卫生与健康促进法、社区矫正法 修订通过证券法、森林法 通过关于修改台湾同胞投资保护法的决定、关于废止有关收容教育法律规定和制度的决定 决定将民法典草案提请十三届全国人大三次会议审议，并委托王晨副委员长向十三届全国人大三次会议作说明 通过全国人大常委会关于授权最高人民法院在部分地区开展民事诉讼程序繁简分流改革试点工作的决定 通过全国人大常委会关于十三届全国人大三次会议召开时间的决定，决定十三届全国人大三次会议于2020年3月5日在北京召开 通过澳门基本法委员会组成人员名单 通过有关任免案审议民法典、出口管制法、长江保护法、城市维护建设税法、审议契税法草案 | [ 38 ] [ 39 ]        |
| 第十六次 | 2020年2月24日                 | 通过关于全面禁止非法野生动物交易、革除滥食野生动物陋习、切实保障人民群众生命健康安全的决定 通过关于推迟召开十三届全国人大三次会议的决定 通过有关任免案 | [ 40 ]               |
| 第十七次 | 2020年4月26日 2020年4月29日   | 修订通过固体废物污染环境防治法 任免司法部部长、生态环境部部长 通过全国人大常委会关于授权国务院在中国（海南）自由贸易试验区暂时调整适用有关法律规定的决定 通过全国人大常委会关于十三届全国人大三次会议召开时间的决定，决定十三届全国人大三次会议于2020年5月22日在北京召开 决定批准和巴基斯坦关于移管被判刑人的条约 通过全国人大常委会代表资格审查委员会关于个别代表的代表资格的报告 通过全国人大常委会批准任命中国人民解放军选举委员会部分委员的名单 通过有关任免案审议公职人员政务处分法、生物安全法、著作权法修正案草案 审议动物防疫法、人民武装警察法修订草案 审议国务院关于2019年度环境状况和环境保护目标完成情况与研究处理水污染防治法执法检查报告及审议意见情况的报告、关于农村集体产权制度改革情况的报告 审议全国人大常委会法制工作委员会关于强化公共卫生法治保障立法修法工作有关情况和工作计划的报告                                                            | [ 41 ] [ 42 ]        |
| 第十八次 | 2020年5月18日                 | 原则通过全国人大常委会工作报告稿，委托栗战书委员长代表常委会向十三届全国人大三次会议报告工作 通过全国人大常委会代表资格审查委员会关于个别代表的代表资格的报告 通过有关任免案 通过十三届全国人大三次会议议程草案、主席团和秘书长名单草案，决定提请十三届全国人大三次会议预备会议审议 通过十三届全国人大三次会议列席人员名单等 听取和审议《国务院关于香港特别行政区维护国家安全情况的报告》 决定将《全国人民代表大会关于建立健全香港特别行政区维护国家安全的法律制度和执行机制的决定（草案）》提请十三届全国人大三次会议审议 | [ 43 ]               |
| | 2020年5月22日 2020年5月28日   | 第十三届全国人民代表大会第三次会议 | [ 44 ]               |
| 通过政府工作报告 通过关于2019年国民经济和社会发展计划执行情况与2020年国民经济和社会发展计划的决议、关于2019年中央和地方预算执行情况与2020年中央和地方预算的决议 通过民法典、全国人民代表大会关于建立健全香港特别行政区维护国家安全的法律制度和执行机制的决定 通过全国人大常委会工作报告、最高人民法院工作报告、最高人民检察院工作报告 确认全国人大常委会接受冯忠华辞去第十三届全国人大常委会委员职务的请求的决定                                                                                         | 2020年5月22日 2020年5月28日   | | [ 44 ]               |
| 第十九次 | 2020年6月18日 2020年6月20日   | 通过公职人员政务处分法 修订通过档案法、人民武装警察法 通过全国人大常委会关于加入《武器贸易条约》的决定，决定加入《武器贸易条约》 通过全国人大常委会关于批准2019年中央决算的决议，批准2019年中央决算 通过有关任免案审议香港特别行政区维护国家安全法、乡村振兴促进法、退役军人保障法草案 | [ 45 ] [ 46 ]        |
| 第二十次 | 2020年6月28日 2020年6月30日   | 通过香港特别行政区维护国家安全法 任免审计署署长 通过全国人民代表大会常务委员会关于增加《中华人民共和国香港特别行政区基本法》附件三所列全国性法律的决定 通过有关任免案审议刑法修正案（十一）、数据安全法草案 审议专利法、未成年人保护法、出口管制法、行政处罚法修订草案 | [ 47 ] [ 48 ]        |
| 第二十一次 | 2020年8月8日 2020年8月11日    | 通过城市维护建设税法、契税法 通过关于授予在抗击新冠肺炎疫情斗争中作出杰出贡献的人士国家勋章和国家荣誉称号的决定 任免工业和信息化部部长、文化和旅游部部长 通过全国人大常委会关于香港特别行政区第六届立法会继续履行职责的决定 通过全国人大常委会关于授权国务院在粤港澳大湾区内地九市开展香港法律执业者和澳门执业律师取得内地执业资质和从事律师职业试点工作的决定 通过全国人大常委会代表资格审查委员会关于个别代表的代表资格的报告 通过其他任免案审议预防未成年人犯罪法修订草案 审议全国人大组织法修正草案、国旗法修正草案、国徽法修正草案、动物防疫法修订草案 | [ 49 ] [ 50 ]        |
| 第二十二次 | 2020年10月13日 2020年10月17日 | 通过关于修改专利法的决定、生物安全法、出口管制法、关于修改国旗法的决定、关于修改国徽法的决定、关于修改全国人民代表大会和地方各级人民代表大会选举法的决定 修订通过未成年人保护法 决定批准《巴塞尔公约》缔约方会议第十四次会议第14/12号决定对《巴塞尔公约》附件二、附件八和附件九的修正 决定批准和塞浦路斯共和国的引渡条约、和比利时王国的引渡条约 通过全国人大监察和司法委员会、财政经济委员会、社会建设委员会分别提出的关于十三届全国人大三次会议主席团交付审议的代表提出的议案审议结果的报告 通过全国人大常委会代表资格审查委员会关于个别代表的代表资格的报告 通过其他任免案审议长江保护法、退役军人保障法、刑法修正案（十一）、个人信息保护法、海警法草案 审议行政处罚法、野生动物保护法、国防法修订草案 审议某未具名法律草案 | [ 51 ]               |
| 第二十三次 | 2020年11月10日 2020年11月11日 | 通过关于修改著作权法的决定、退役军人保障法 通过全国人民代表大会常务委员会关于香港特别行政区立法会议员资格问题的决定 通过全国人大环境与资源保护委员会、农业与农村委员会分别提出的关于十三届全国人大三次会议主席团交付审议的代表提出的议案审议结果的报告 通过全国人大常委会代表资格审查委员会关于个别代表的代表资格的报告 通过其他任免案 | [ 52 ] [ 53 ]        |
| 第二十四次 | 2020年12月22日 2020年12月26日 | 通过长江保护法、刑法修正案（十一） 修订通过预防未成年人犯罪法、国防法 任免国家民族事务委员会主任、农业农村部部长、商务部部长 决定将全国人民代表大会组织法修正草案、全国人民代表大会议事规则修正草案提请十三届全国人大四次会议审议 通过全国人大常委会关于加强国有资产管理情况监督的决定、关于设立海南自由贸易港知识产权法院的决定 通过全国人大常委会关于召开十三届全国人大四次会议的决定，决定十三届全国人大四次会议于2021年3月5日在北京召开 决定批准和土耳其共和国的引渡条约 通过全国人大常委会代表资格审查委员会关于个别代表的代表资格的报告 通过其他任免案审议乡村振兴促进法、海警法、海南自由贸易港法、反食品浪费法、反有组织犯罪法、监察官法、军人地位和权益保障法草案 审议全国人民代表大会组织法、全国人民代表大会议事规则、海上交通安全法、兵役法、军事设施保护法修订草案                                                                                        | [ 54 ] [ 55 ]        |
| 第二十五次 | 2021年1月20日 2021年1月22日   | 通过海警法 修订通过动物防疫法、行政处罚法 通过全国人大常委会关于设立北京金融法院的决定 决定批准和比利时王国关于移管被判刑人的条约、和摩洛哥王国的引渡条约 通过全国人大宪法和法律委员会、教育科学文化卫生委员会、外事委员会分别提出的关于十三届全国人大三次会议主席团交付审议的代表提出的议案审议结果的报告 通过关于十三届全国人大三次会议代表建议、批评和意见办理情况的报告 通过关于2020年备案审查工作情况的报告 通过全国人大常委会代表资格审查委员会关于个别代表的代表资格的报告 通过其他任免案审议法律援助法、医师法、湿地保护法、家庭教育法草案 审议教育法、安全生产法修订草案 | [ 56 ] [ 57 ]        |
| 第二十六次 | 2021年2月27日 2021年2月28日   | 原则通过全国人大常委会工作报告稿，委托栗战书委员长代表常委会向十三届全国人大四次会议报告工作 任免水利部部长 通过全国人大常委会代表资格审查委员会关于个别代表的代表资格的报告 通过有关任免案 通过十三届全国人大四次会议议程草案、主席团和秘书长名单草案，决定提请十三届全国人大四次会议预备会议审议 通过十三届全国人大四次会议列席人员名单等 听取和审议《国务院关于修改完善香港特别行政区选举制度和有关建议的报告》 决定将《全国人民代表大会关于完善香港特别行政区选举制度的决定（草案）》提请十三届全国人大四次会议审议审议印花税法草案 审议国务院关于研究处理“一决定一法”执法检查报告及审议意见情况的报告 审议最高人民法院关于民事诉讼程序繁简分流改革试点情况的中期报告 | [ 58 ] [ 59 ] [ 60 ] |
| | 2021年3月5日 2021年3月11日    | 第十三届全国人民代表大会第四次会议 | [ 61 ] [ 62 ]        |
| 通过政府工作报告 通过国民经济和社会发展第十四个五年规划和2035年远景目标纲要 通过关于2020年国民经济和社会发展计划执行情况与2021年国民经济和社会发展计划的决议、关于2020年中央和地方预算执行情况与2021年中央和地方预算的决议 通过关于修改全国人民代表大会组织法的决定、关于修改全国人民代表大会议事规则的决定 通过全国人民代表大会关于完善香港特别行政区选举制度的决定 通过全国人大常委会工作报告、最高人民法院工作报告、最高人民检察院工作报告                                                            | 2021年3月5日 2021年3月11日    | | [ 61 ] [ 62 ]        |
| 第二十七次 | 2021年3月29日 2021年3月30日   | 修订通过香港基本法附件一香港特别行政区行政长官的产生办法、香港基本法附件二香港特别行政区立法会的产生办法和表决程序 通过有关任免案 | [ 63 ]               |
| 第二十八次 | 2021年4月26日 2021年4月29日   | 通过乡村振兴促进法、反食品浪费法、关于修改教育法的决定、关于道路交通安全法等八部法律的决定、关于修改中国人民解放军选举全国人民代表大会和县级以上地方各级人民代表大会代表的办法的决定 修订通过海上交通安全法 任免应急管理部部长 修订通过全国人大常委会关于加强中央预算审查监督的决定 通过全国人大常委会关于授权国务院在自由贸易试验区暂时调整适用有关法律规定的决定 决定批准《上海合作组织成员国关于举行联合军事演习的协定》补充议定书 决定批准和伊朗关于刑事司法协助的条约、和伊朗关于民事和商事司法协助的条约 决定批准成立平方公里阵列天文台公约 通过全国人大常委会代表资格审查委员会关于个别代表的代表资格的报告 通过其他任免案审议数据安全法、个人信息保护法、海南自由贸易港法、监察官法、军人地位和权益保障法、期货法、陆地国界法草案 | [ 64 ] [ 65 ]        |
| 第二十九次 | 2021年6月7日 2021年6月10日    | 通过数据安全法、海南自由贸易港法、军人地位和权益保障法、关于修改安全生产法的决定、印花税法、反外国制裁法 修订通过军事设施保护法 通过全国人大常委会关于授权上海市人大及其常委会制定浦东新区法规的决定 通过全国人大常委会关于批准2020年中央决算的决议，批准2020年中央决算 通过全国人大常委会关于开展第八个五年法治宣传教育的决议 通过全国人大常委会代表资格审查委员会关于个别代表的代表资格的报告 通过其他任免案审议法律援助法、医师法草案 审议职业教育法修订草案、审计法修正草案 | [ 66 ] [ 67 ]        |
| 第三十次 | 2021年8月17日 2021年8月20日   | 通过个人信息保护法、监察官法、法律援助法、医师法、关于修改人口与计划生育法的决定 修订通过兵役法 任免教育部部长 通过全国人大常委会代表资格审查委员会关于个别代表的代表资格的报告 通过其他任免案审议反有组织犯罪法、家庭教育法、陆地国界法草案 审议科学技术进步法修订草案；审议修订环境噪声污染防治法；审议种子法修正草案 审议全国人民代表大会常务委员会关于增加《中华人民共和国香港特别行政区基本法》附件三所列全国性法律的决定草案 审议全国人民代表大会常务委员会关于增加《中华人民共和国澳门特别行政区基本法》附件三所列全国性法律的决定草案 | [ 68 ] [ 69 ]        |
| 第三十一次 | 2021年10月19日 2021年10月23日 | 通过家庭教育促进法、陆地国界法、关于修改审计法的决定 通过关于授权国务院在营商环境创新试点城市暂时调整适用计量法有关规定的决定 通过关于授权国务院在部分地区开展房地产税改革试点工作的决定 通过全国人大常委会关于深化国防动员体制改革期间暂时调整适用相关法律规定的决定 决定批准和智利的引渡条约 决定批准《关于为盲人、视力障碍者或其他印刷品阅读障碍者获得已出版作品提供便利的马拉喀什条约》 通过全国人大监察和司法委员会、财政经济委员会、外事委员会、环境与资源保护委员会、社会建设委员会分别提出的关于十三届全国人大四次会议主席团交付审议的代表提出的议案审议结果的报告 通过全国人大常委会代表资格审查委员会关于个别代表的代表资格的报告 通过其他任免案审议湿地保护法、期货和衍生品法、反电信网络诈骗法草案 审议畜牧法、体育法、农产品质量安全法修订草案 审议地方各级人民代表大会和地方各级人民政府组织法、反垄断法、民事诉讼法修正草案                             | [ 70 ] [ 71 ]        |
| 第三十二次 | 2021年12月20日 2021年12月24日 | 通过反有组织犯罪法、湿地保护法、噪声污染防治法、关于修改种子法的决定、关于修改民事诉讼法的决定、关于修改工会法的决定 修订通过科学技术进步法 决定将地方各级人民代表大会和地方各级人民政府组织法修正草案提请十三届全国人大五次会议审议 修订通过全国人大常委会关于加强经济工作监督的决定 通过全国人大常委会关于召开十三届全国人大五次会议的决定，决定十三届全国人大五次会议于2022年3月5日在北京召开 通过全国人大宪法和法律委员会、教育科学文化卫生委员会、农业与农村委员会分别提出的关于十三届全国人大四次会议主席团交付审议的代表提出的议案审议结果的报告 通过全国人大常委会代表资格审查委员会关于个别代表的代表资格的报告 通过其他任免案审议黑土地保护法、黄河保护法草案 审议全国人大常委会议事规则修正草案 审议职业教育法、公司法、妇女权益保障法修订草案；审议修订突发事件应对法                                                                                      | [ 72 ] [ 73 ]        |
| 第三十三次 | 2022年2月27日 2022年2月28日   | 通过关于中国人民解放军现役士兵衔级制度的决定、关于设立成渝金融法院的决定 任免民政部部长 原则通过全国人大常委会工作报告稿，委托栗战书委员长代表常委会向十三届全国人大五次会议报告工作 通过全国人大常委会代表资格审查委员会关于个别代表的代表资格的报告 通过有关任免案 通过十三届全国人大五次会议议程草案、主席团和秘书长名单草案，决定提请十三届全国人大五次会议预备会议审议 通过十三届全国人大五次会议列席人员名单 | [ 74 ] [ 75 ]        |
| | 2022年3月5日 2022年3月11日    | 第十三届全国人民代表大会第五次会议 | [ 76 ] [ 77 ]        |
| 通过政府工作报告 通过关于2021年国民经济和社会发展计划执行情况与2022年国民经济和社会发展计划的决议、关于2021年中央和地方预算执行情况与2022年中央和地方预算的决议 通过关于修改地方各级人民代表大会和地方各级人民政府组织法的决定 通过关于第十四届全国人民代表大会代表名额和选举问题的决定、中华人民共和国香港特别行政区选举第十四届全国人民代表大会代表的办法、中华人民共和国澳门特别行政区选举第十四届全国人民代表大会代表的办法 通过全国人大常委会工作报告、最高人民法院工作报告、最高人民检察院工作报告 | 2022年3月5日 2022年3月11日    | | [ 76 ] [ 77 ]        |
| 第三十四次 | 2022年4月18日 2022年4月20日   | 通过期货和衍生品法 修订通过职业教育法 通过十四届全国人大代表名额分配方案、十四届全国人大少数民族代表名额分配方案、台湾省出席十四届全国人大代表协商选举方案 决定批准《关于修改二〇〇二年六月七日在圣彼得堡（俄罗斯联邦）签署的〈上海合作组织成员国关于地区反恐怖机构的协定〉的议定书》、《1930年强迫劳动公约》、《1957年废除强迫劳动公约》 免职住房和城乡建设部部长 通过全国人大常委会代表资格审查委员会关于个别代表的代表资格的报告 通过其他任免案审议黑土地保护法草案 审议体育法、妇女权益保障法修订草案 | [ 78 ] [ 79 ]        |
| 第三十五次 | 2022年6月21日 2022年6月24日   | 通过黑土地保护法、修改反垄断法的决定、修改全国人民代表大会常务委员会议事规则的决定 修订通过体育法 任免国家民族事务委员会主任、公安部部长、人力资源和社会保障部部长、自然资源部部长、退役军人事务部部长，任命住房和城乡建设部部长 通过全国人大常委会关于批准2021年中央决算的决议，批准2021年中央决算 通过全国人大常委会代表资格审查委员会关于个别代表的代表资格的报告 通过其他任免案审议反电信网络诈骗法、黄河保护法、民事强制执行法草案 审议农产品质量安全法修订草案 审议关于授权国务院在北京市昌平区等农村宅基地制度改革试点地区行政区域暂时调整实施有关法律规定的决定草案 | [ 80 ] [ 81 ]        |
| 第三十六次 | 2022年8月30日 2022年9月2日    | 通过反电信网络诈骗法 修订通过农产品质量安全法 任免工业和信息化部部长、应急管理部部长 通过香港特别行政区第十四届全国人民代表大会代表选举会议成员名单、澳门特别行政区第十四届全国人民代表大会代表选举会议成员名单 通过全国人大常委会代表资格审查委员会关于个别代表的代表资格的报告 通过其他任免案审议青藏高原生态保护法草案 审议野生动物保护法修订草案、反间谍法修订草案 | [ 82 ] [ 83 ]        |
| 第三十七次 | 2022年10月26日 2022年10月30日 | 通过黄河保护法 修订通过妇女权益保障法、畜牧法 决定批准和肯尼亚、刚果共和国、摩洛哥、厄瓜多尔关于刑事司法协助的条约以及《制止与国际民用航空有关的非法行为的公约》 任免国家安全部部长 通过全国人大民族委员会、监察和司法委员会、财政经济委员会、教育科学文化卫生委员会、外事委员会、环境与资源保护委员会、社会建设委员会分别提出的关于十三届全国人大五次会议主席团交付审议的代表提出的议案审议结果的报告 通过全国人大常委会代表资格审查委员会关于个别代表的代表资格的报告 通过其他任免案学习贯彻中国共产党第二十次全国代表大会精神 审议无障碍环境建设法、预备役人员法草案 审议立法法修正草案 审议行政复议法修订草案 | [ 84 ] [ 85 ] [ 86 ] |
| 第三十八次 | 2022年12月27日 2022年12月30日 | 通过预备役人员法、关于修改对外贸易法的决定 修订通过野生动物保护法 任免外交部部长、人力资源和社会保障部部长 决定将立法法修正草案提请十四届全国人大一次会议会议审议 通过全国人大常委会关于香港特别行政区维护国家安全法第十四条和第四十七条的解释 通过全国人大常委会关于召开十四届全国人大一次会议的决定，决定十四届全国人大一次会议于2023年3月5日在北京召开 决定批准和刚果、亚美尼亚、肯尼亚、乌拉圭的引渡条约 决定批准《斯德哥尔摩公约》增列持久性有机污染物的两个修正案 通过全国宪法和法律委员会、农业与农村委员会分别提出的关于十三届全国人大五次会议主席团交付审议的代表提出的议案审议结果的报告 通过全国人大常委会代表资格审查委员会关于个别代表的代表资格的报告 通过其他任免案审议青藏高原生态保护法、农村集体经济组织法、增值税法、金融稳定法、外国国家豁免法草案 审议立法法、民事诉讼法、行政诉讼法修正草案 审议公司法、反间谍法、海洋环境保护法、慈善法修订草案 | [ 87 ] [ 88 ]        |
| 第三十九次 | 2023年2月23日 2023年2月24日   | 任免司法部部长 通过关于军队战时调整适用刑事诉讼法部分规定的决定 原则通过全国人大常委会工作报告稿，委托栗战书委员长代表常委会向十四届全国人大一次会议报告工作 通过全国人大常委会代表资格审查委员会关于十四届、十三届全国人大代表的代表资格的审查报告 通过十四届全国人大一次会议议程草案、主席团和秘书长名单草案，决定提请十四届全国人大一次会议预备会议审议 通过十四届全国人大一次会议列席人员名单等 通过其他任免案 | [ 89 ] [ 90 ]        |